# Corcorax melanorhamphos
El corvino negro (Corcorax melanorhamphos) es una especie de ave paseriforme en la familia Corcoracidae. Es una de solo dos miembros que sobreviven en la familia Corcoracidae en Australia, y es el único miembro del género Corcorax. Es nativa del sur y este de Australia y es un ejemplo de evolución convergente ya que esta lejanamente emparentado con las chovas europeas a las cuales se parece.

## Taxonomía
El corvino negro o chova de alas blancas fue descrito originalmente por el naturalista francés Louis Jean Pierre Vieillot en 1817 con la denominación  Coracia melanorhamphos, otros nombres que se le asignaron son Pyrrhocorax leucopterus por el zoólogo holandés Coenraad Jacob Temminck en 1820, y Corcorax australis por el naturalista francés René-Primevère Lesson en 1830. antes del nombre actual propuesto por Gregory Mathews en 1912. El epíteto específico deriva de las palabras en  griego antiguo melano- 'negro' y rhamphos 'picok'.
Se encuentra en la familia de los constructores de nidos de barro o Corcoracidae, que en libros antiguos se escribe como Grallinidae antes de que se reubicara el género Grallina en la familia Monarchidae. Es una de las únicas dos especies que existen junto con el corvino apóstol (Struthidea cinerea), que poseen apariencias diferentes pero presentan similitudes en cuanto a su comportamiento.  La familia de los constructores de nidos de barro  Corcoracidae en la actualidad se encuentra ubicada en el grupo 'Core corvine', que aloja a los cuervos, alcaudones, aves del paraíso, colas de abanico, monarcas atrapamoscas, y drongos.

## Descripción

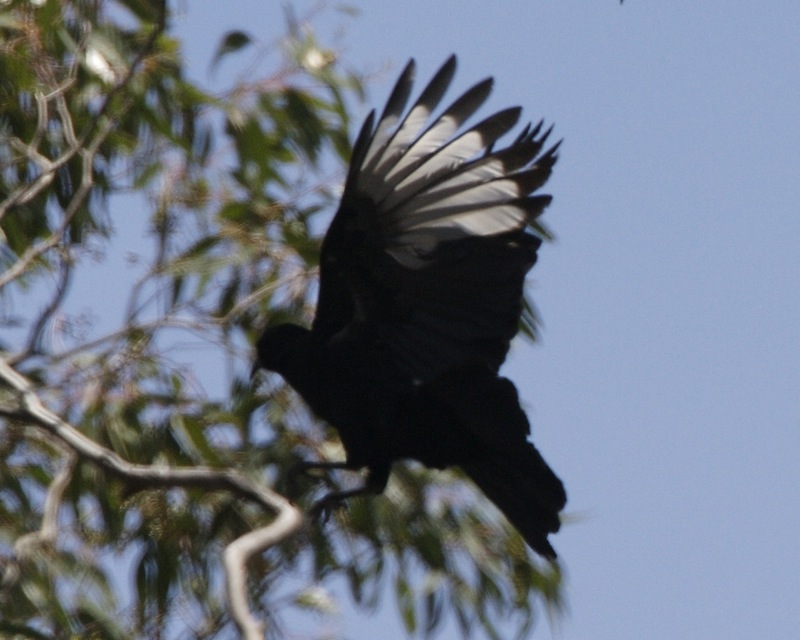
Aterrizando en una rama en el Brisbane Ranges National Park, Australia.

Los corvinos negros son fácilmente reconocible aunque a menudo se las confunde con "cuervos". Es un ave grande y negra, que mide unos  45 cm de largo, siendo apenas más pequeña que un cuervo o algo más grande que una urraca australiana; pero tiene ojos rojos y un pico más fino y levemente curvado hacia abajo, similar al de la chova europea. Cuando el ave se encuentra excitada sus ojos se hinchan y el color se torna más brillante. Cuando vuela es fácil observar las grandes manchas blancas que tiene en las alas.